# 張樸 (萬曆進士)
張朴（1571年—？），號芋田、芊田，四川保寧守禦千戶所軍籍保寧府閬中縣人，明朝政治人物，同進士出身。

## 生平
万历二十五年（1597年）丁酉科四川鄉試第八名举人，二十六年（1598年）戊戌科进士。戶部觀政，授戶部主事，二十七年丁憂，三十年補原職，三十二年升郎中，密雲管糧，三十六年夏升河南參議兼佥事、兵备密雲，三十九年加升副使，万历四十年五月升河南右参政，照旧管事。四十一年以考察去职。四十七年二月起为陕西参议。天啓元年（1621年）再升密云道兵备副使，天启二年以蓟辽总督兵部尚书王象乾推荐，三年六月升河南按察使、兵备遵化。四年五月升太常寺少卿，以弟浙江道御史张讷首劾吏部尚书赵南星，为魏忠贤所赏识，十二月升大同巡抚。六年正月升兵部右侍郎、兼都察院右佥都御史、总督宣大。上疏请为魏忠贤在大同和五台山建德勋、报功二生祠，七年四月获升南京户部尚书，加從一品服俸，加太子太保。崇禎元年养病，二年削籍为民，兄弟并列名魏党逆案。

## 家族
曾祖张廷。祖张世延，贈府同知。父張文運，南京户部员外。弟张讷。